# Рощинська сільська рада (Крим)
Ро́щинська сільська́ ра́да — адміністративно-територіальна одиниця та орган місцевого самоврядування у Джанкойському районі Автономної Республіки Крим. Адміністративний центр — село Рощине.

## Загальні відомості
- Населення ради: 2 996 осіб (станом на 2001 рік)

## Населені пункти
Сільській раді підпорядковані населені пункти:
- с. Рощине
- с. Ближньогородське
- с. Краснодольне
- с. Озерне
- с. Сєрноводське

## Склад ради
Рада складається з 20 депутатів та голови.
- Голова ради: Семенова Валентина Миколаївна
- Секретар ради: Шкутенко Світлана Володимирівна

### Керівний склад попередніх скликань
| Прізвище, ім'я, по батькові   | Основні відомості                                                                     | Дата обрання | Дата звільнення |
| ----------------------------- | ------------------------------------------------------------------------------------- | ------------ | --------------- |
| Семенова Валентина Миколаївна | Сільський голова, 1958 року народження, освіта середня загальна, член Партії регіонів | 26.03.2006   | 31.10.2010      |
| Семенова Валентина Миколаївна | Сільський голова, 1958 року народження, освіта середня загальна, член Партії регіонів | 31.10.2010   |                 |

Примітка: таблиця складена за даними сайту Верховної Ради України

### Депутати
За результатами місцевих виборів 2010 року депутатами ради стали:

#### За суб'єктами висування
| Суб'єкт висування | Кількість обраних депутатів | %  |
| ----------------- | --------------------------- | -- |
| Партія регіонів   | 17                          | 85 |
| Самовисування     | 3                           | 15 |

#### За округами
| № округу        | Прізвище, ім'я, по батькові      | Дата визнання обраним | Освіта  | Партійна приналежність                                    | Відомості про обраного депутата                                            |
| --------------- | -------------------------------- | --------------------- | ------- | --------------------------------------------------------- | -------------------------------------------------------------------------- |
| Партія регіонів |                                  |                       |         |                                                           |                                                                            |
| 1               | Батуріна Олена Геннадіївна       | 06.11.2010            | вища    | позапартійна                                              | Рощинська сільська рада, спеціаліст другої категорії по фінансам та обліку |
| 2               | Журавльова Ємілія Анатоліївна    | 06.11.2010            | вища    | член Партії регіонів                                      | Рощинський дошкільний навчальний заклад, вихователь                        |
| 3               | Колібьяр Олександр Олександрович | 06.11.2010            | вища    | позапартійний                                             | тимчасово не працює                                                        |
| 4               | Бондар Наталя Іванівна           | 06.11.2010            | середня | позапартійна                                              | тимчасово не працює                                                        |
| 5               | Жукова Світлана Олексіївна       | 06.11.2010            | вища    | позапартійна                                              | Рощинська загальноосвітня школа І-ІІІ ст., бібліотекар                     |
| 7               | Шкутенко Світлана Володимирівна  | 06.11.2010            | вища    | член Партії регіонів                                      | Рощинська сільська рада, секретар                                          |
| 8               | Стеценко Тетяна Вікторівна       | 06.11.2010            | середня | позапартійна                                              | тимчасово не працює                                                        |
| 9               | Куртвапова Муніре Акимівна       | 06.11.2010            | вища    | член Партії регіонів                                      | Рощинський дошкільний навчальний заклад, вихователь                        |
| 11              | Радіонова Степанія Радіславівна  | 06.11.2010            | вища    | позапартійна                                              | тимчасово не працює                                                        |
| 12              | Пивоварова Людмила Олександрівна | 06.11.2010            | середня | позапартійна                                              | тимчасово не працює                                                        |
| 13              | Брайко Галина Михайлівна         | 06.11.2010            | середня | позапартійна                                              | тимчасово не працює                                                        |
| 14              | Закєр'яєв Аблатіб                | 06.11.2010            | вища    | позапартійний                                             | тимчасово не працює                                                        |
| 16              | Кузнецова Тетяна Анатоліївна     | 06.11.2010            | середня | позапартійна                                              | тимчасово не працює                                                        |
| 17              | Ольшевська Наталія Іллівна       | 06.11.2010            | середня | член Партії регіонів                                      | фельдшерсько-акушерський пункт с. Сірноводське, молодша медична сестра     |
| 18              | Каширіна Тетяна Михайлівна       | 06.11.2010            | вища    | член Партії регіонів                                      | СКП «Побєдне», контролер                                                   |
| 19              | Маненко Оксана Андріївна         | 06.11.2010            | вища    | член Партії регіонів                                      | Рощинська загальноосвітня школа І-ІІІ ст., заступник директора             |
| 20              | Одарик Валентина Олексіївна      | 06.11.2010            | вища    | позапартійна                                              | ВАТ «Племзавод Тімірязєво», бухгалтер                                      |
| Самовисування   |                                  |                       |         |                                                           |                                                                            |
| 6               | Попков Андрій Петрович           | 06.11.2010            | вища    | член Політичної Партії «Всеукраїнський патріотичний союз» | насосна станція № 190 ДУВГ, оператор                                       |
| 10              | Кірейчик Віктор Борисович        | 06.11.2010            | вища    | позапартійний                                             | Рощинська загальноосвітня школа І-ІІІ ст., вчитель                         |
| 15              | Серпутько Ірина Сергіївна        | 06.11.2010            | середня | позапартійна                                              | тимчасово не працює                                                        |